# Botești, Timiș
Botești este un sat în comuna Bârna din județul Timiș, Banat, România.

## Legături externe

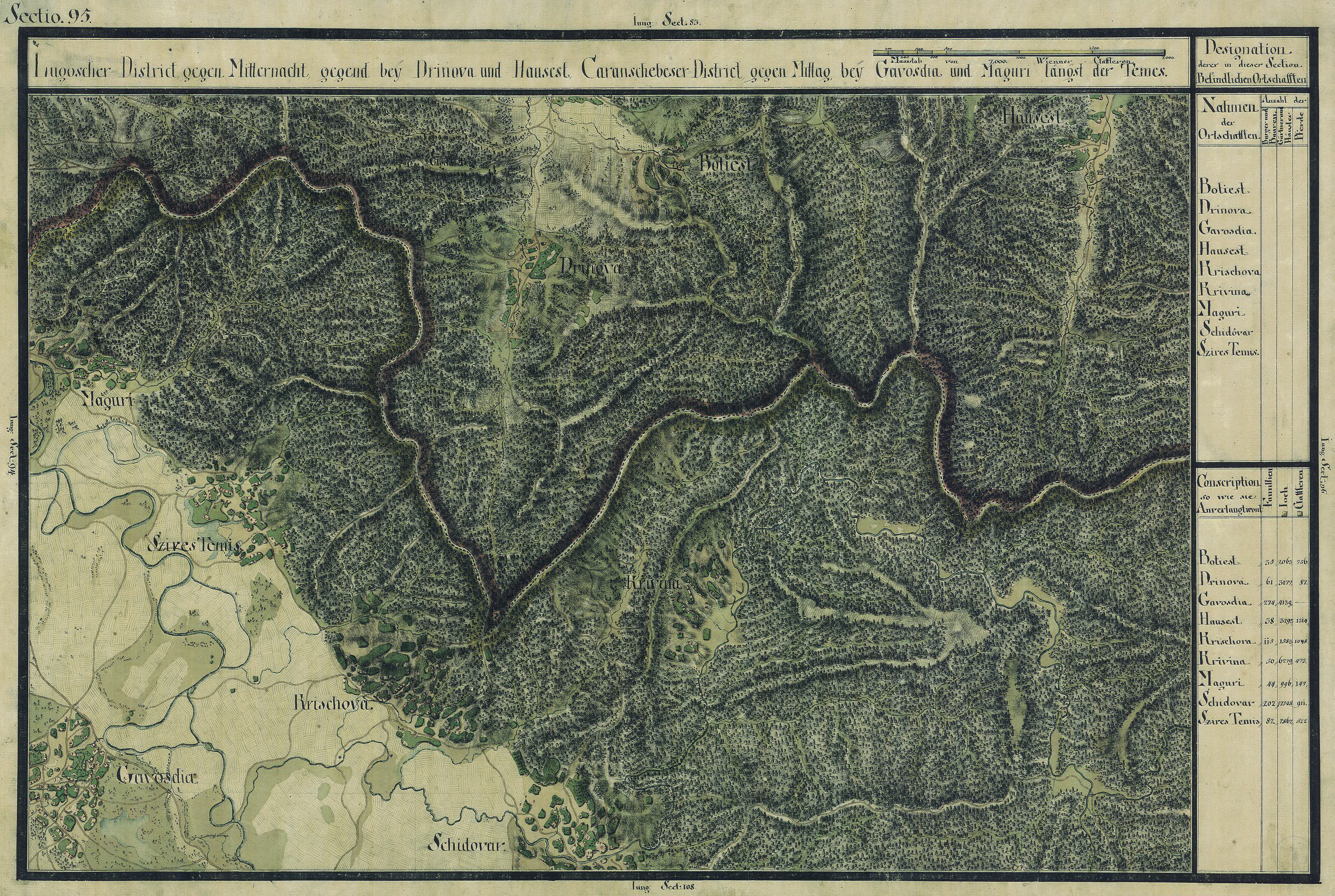
Boteşti în Harta Iosefină a Banatului, 1769-72